# Tricholimnichus maior
Tricholimnichus maior är en skalbaggsart som beskrevs av Carles Hernando och Ignacio Ribera 2001. Tricholimnichus maior ingår i släktet Tricholimnichus och familjen lerstrandbaggar. Inga underarter finns listade i Catalogue of Life.